# Владиславци
Владиславци су насељено место и седиште општине у источној Славонији, у Осјечко-барањској жупанији, Република Хрватска.

## Историја
До нове територијалне организације у Хрватској, подручје Владиславаца припадало је великој предратној општини Осијек.

## Становништво
На попису становништва 2011. године, општина Владиславци је имала 1.882 становника, од чега у самим Владиславцима 1.073.

## Попис 1991.
На попису становништва 1991. године, насељено место Владиславци је имало 1.318 становника, следећег националног састава:
| Попис 1991.‍   | Попис 1991.‍  | Попис 1991.‍ | Попис 1991.‍ | Попис 1991.‍ |
| ------------- | ------------ | ----------- | ----------- | ----------- |
|               |              |             |             |             |
| Хрвати        | Хрвати       |             | 1.074       | 81,48%      |
| Мађари        | Мађари       |             | 87          | 6,60%       |
| Југословени   | Југословени  |             | 53          | 4,02%       |
| Срби          | Срби         |             | 45          | 3,41%       |
| Албанци       | Албанци      |             | 6           | 0,45%       |
| Немци         | Немци        |             | 4           | 0,30%       |
| Муслимани     | Муслимани    |             | 2           | 0,15%       |
| Македонци     | Македонци    |             | 1           | 0,07%       |
| Словаци       | Словаци      |             | 1           | 0,07%       |
| остали        | остали       |             | 1           | 0,07%       |
| неопредељени  | неопредељени |             | 26          | 1,97%       |
| регион. опр.  | регион. опр. |             | 5           | 0,37%       |
| непознато     | непознато    |             | 13          | 0,98%       |
| укупно: 1.318 |              |             |             |             |